# Pacman Jones

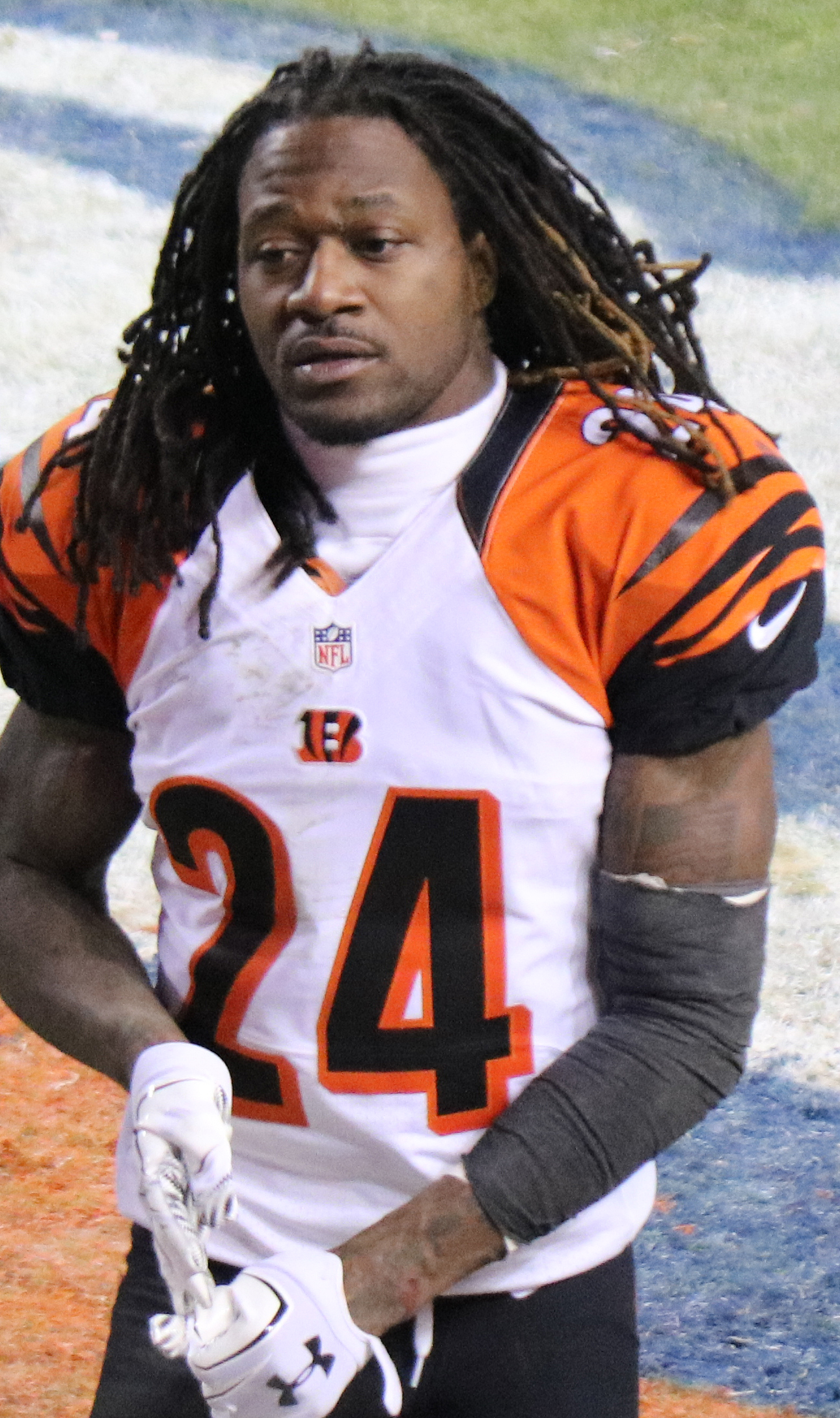
Pacman Jones, 2015.

Adam 'Pacman' Jones, född 30 september 1983 i Atlanta i Georgia, är en amerikansk fotboll-spelare som spelar cornerback i laget Dallas Cowboys. Pacman har varit delad etta i Most puntreturns for Touchdowns under en säsong i NFL. Han är känd för sin snabbhet och sina punt returns.

## Avstängning
Under vintern 2007 hamnade Pacman i problem efter en All Star-match i basket i Las Vegas där han blev direkt eller indirekt inblandad i ett mordförsök som ledde till att en man blev förlamad. Pacman åtalades inte men NFL ansåg att den dåliga publicitet han drog med sig förtjänade ett års avstängning från all fotboll. Pacman hade också varit inblandad i ett flertal andra incidenter under de två år han spelat för Tennessee Titans, men detta var första gången han blev avstängd från fotbollen på grund av sina handlingar utanför planen.